# Фішкілл (Нью-Йорк)
Фішкілл (англ. Fishkill) — селище (англ. village) в США, в окрузі Дачесс штату Нью-Йорк. Населення — 2155 особа (2019).

## Географія
Фішкілл розташований за координатами 41°32′2″ пн. ш. 73°53′34″ зх. д. / 41.53389° пн. ш. 73.89278° зх. д. (41.533942, -73.892754).  За даними Бюро перепису населення США в 2010 році селище мало площу 2,14 км², з яких 2,12 км² — суходіл та 0,01 км² — водойми.

## Демографія
Згідно з переписом 2010 року, у селищі мешкала 2171 особа в 1064 домогосподарствах у складі 514 родин. Густота населення становила 1016 осіб/км².  Було 1138 помешкань (533/км²).
Расовий склад населення:
| - 73,6 % — білих - 15,1 % — азіатів - 5,5 % — чорних або афроамериканців - 0,2 % — вихідців з тихоокеанських островів - 0,1 % — корінних американців - 3,4 % — осіб інших рас |

До двох чи більше рас належало 2,1 %. Частка іспаномовних становила 10,9 % від усіх жителів.
За віковим діапазоном населення розподілялося таким чином: 18,1 % — особи молодші 18 років, 66,1 % — особи у віці 18—64 років, 15,8 % — особи у віці 65 років та старші. Медіана віку мешканця становила 39,5 року. На 100 осіб жіночої статі у селищі припадало 87,8 чоловіків;  на 100 жінок у віці від 18 років та старших — 87,6 чоловіків також старших 18 років.
Середній дохід на одне домашнє господарство  становив 66 682 долари США (медіана — 53 505), а середній дохід на одну сім'ю — 90 365 доларів (медіана — 95 694). Медіана доходів становила 72 500 доларів для чоловіків та 53 214 долари для жінок. За межею бідності перебувало 12,4 % осіб, у тому числі 9,9 % дітей у віці до 18 років та 17,2 % осіб у віці 65 років та старших.
Цивільне працевлаштоване населення становило 1005 осіб. Основні галузі зайнятості: освіта, охорона здоров'я та соціальна допомога — 30,7 %, виробництво — 16,1 %, науковці, спеціалісти, менеджери — 12,2 %.